# Wedding for Disaster
Wedding for Disaster, titulado Boda desastrosa en Hispanoamérica y Una boda abonada para el desastre en España es un episodio perteneciente a la vigésima temporada de la serie de televisión de dibujos animados Los Simpson, estrenado en Estados Unidos el 29 de marzo de 2009 y el 26 de julio de 2009 en Hispanoamérica. Fue escrito por Joel H. Cohen y dirigido por Chuck Sheetz. En el episodio, el matrimonio de Homer y Marge resulta no ser válido, por lo que se casan de nuevo. Cuando Homer desaparece en el día de la boda, Bart y Lisa buscan respuestas y encuentran una serie de la pista SB. Kelsey Grammer fue la estrella invitada, interpretando a Sideshow Bob.

## Sinopsis

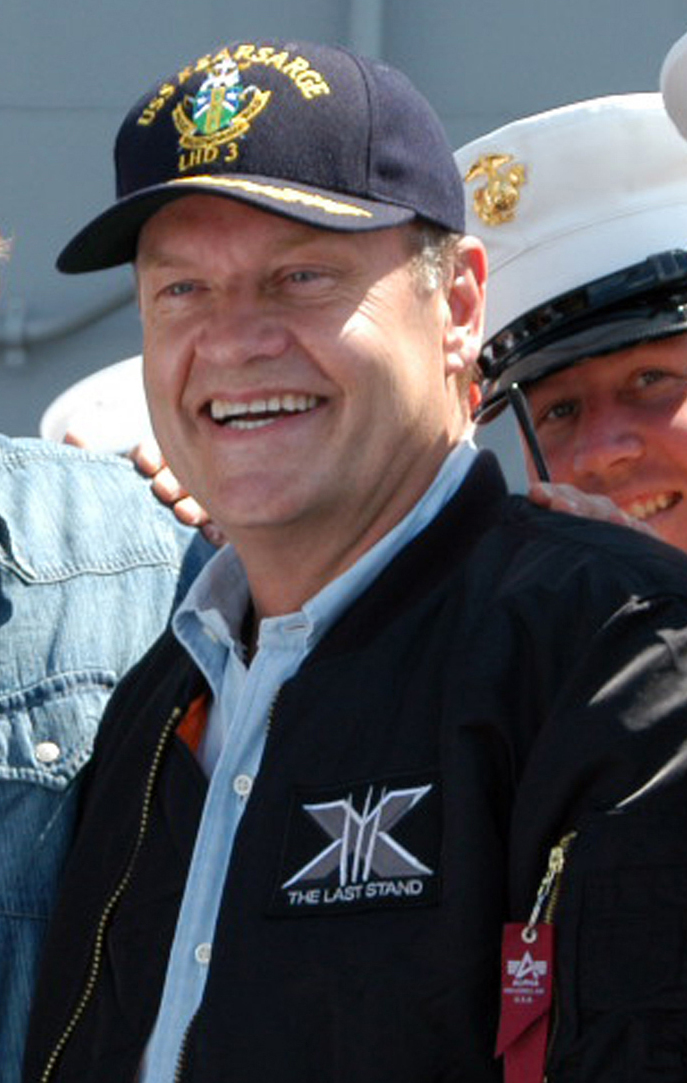
Kelsey Grammer hace una breve aparición en la serie, interpretando nuevamente a Sideshow Bob.

El episodio comienza cuando el Reverendo Lovejoy se entera de que, debido a que un certificado ministerial había vencido, varias ceremonias que había llevado a cabo no eran válidas. Esto afecta a Homer y a Marge, quienes pasan a no estar casados. Homer dice que le daría a Marge la boda perfecta, ya que no lo había hecho las dos veces anteriores en que se habían casado. Marge se emociona cuando se da cuenta de que podría planear su boda soñada, pero pronto se convierte en una novia neurótica, descartando ferozmente todas las ideas de Homer y maltratando a quienes quieren ayudarla. Finalmente llega el día de la boda, y todo es perfecto exceptuando un pequeño detalle: Homer no aparece. Al principio parece que Marge es la responsable, pero Bart y Lisa descubren una pista que los lleva a creer que su padre había sido secuestrado: un llavero con la forma de las iniciales "S.B.". 
Mientras tanto, Homer se despierta encadenado a un tubo en una habitación oscura. Cuando una voz misteriosa le dice que la llave para deshacerse de las cadenas está dentro de un dulce, lo devora frenéticamente sólo para descubrir que la piruleta está hecha de una salsa picante, mientras que Bart y Lisa tratan de rescatarlo. Finalmente descubren que las secuestradoras son Patty y Selma Bouvier, quienes, usando un dispositivo para modular su voz, habían planeado mantener a Homer secuestrado hasta que Marge se olvidase de él. Sin embargo, más tarde lo dejan ir, después de escuchar lo que le iba a decir a Marge. Poco después, Bart y Lisa las persiguen y las amenazan con decirle la verdad a Marge, a menos que se encargasen de los gastos de la ceremonia de sus padres.